# Sokol (Name)
Sokol ist ein männlicher Vorname und Familienname.

## Herkunft und Bedeutung
Sokol ist die Transkription des slawischen Wortes Сокол, was übersetzt „der Falke“ heißt. Es ist in vielen slawischen Sprachen verbreitet und entsprechend ein Familien-, Orts- und Flurname im slawischen und in benachbarten Gebieten (z. B. in Österreich).
Im Albanischen hat der Vorname auch die von Falke abgeleitete Bedeutung tapferer Held.

## Varianten
- Sokół (polnisch)
- Sokil (ukrainisch Сокіл)
- Falke, Falk (deutsch)
- Sokoli (albanisch, bestimmte Form von Sokol)
- Sokoll (ostpreußisch)

## Namensträger

### Familienname
- Andrea Sokol (* 1968), deutsche Schauspielerin und Moderatorin
- Antonín Sokol (1847–1889), tschechischer Journalist und Autor
- Apolonia Sokol (* 1988), französische Malerin
- Artjom Denissowitsch Sokol (* 1997), russischer Fußballspieler
- Bernadin Sokol (1888–1944), kroatischer Komponist und Ordensmann
- Bettina Sokol (* 1959), Datenschutzbeauftragte des Landes Nordrhein-Westfalen
- Carola Sokol  († nach 1986), österreichische Lyrikerin
- Casey Sokol (* 1948), US-amerikanischer Komponist und Pianist
- Erich Sokol (1933–2003), österreichischer Illustrator und Karikaturist
- Hersch Sokol (1908–1943), polnischer Arzt und Funker der Roten Kapelle
- Jan Sokol (Architekt) (1904–1987), tschechischer Architekt
- Ján Sokol (* 1933), slowakischer Geistlicher, Erzbischof von Trnava
- Jan Sokol (Philosoph) (1936–2021), tschechischer Philosoph, Hochschullehrer und Politiker
- Jan Sokol (Musiker) (1961–2005), österreichischer Musiker und Schauspieler
- Jan Sokol (Radsportler) (* 1990), österreichischer Radsportler
- Jan Sokol z Lamberka (um 1355–1410), tschechischer Heerführer, siehe Johann Sokol von Lamberg
- Josef Wendelin Sokol (1821–1858), böhmischer Komponist und Violinist
- Karel Stanislav Sokol (1867–1922), tschechischer Politiker, Journalist und Verleger
- Koloman Sokol (1902–2003), slowakischer Künstler
- Mark Sokol (1946–2014), amerikanischer Violinist
- Martin Sokol (1901–1957), tschechoslowakischer und slowakischer Politiker und Rechtsanwalt
- Max Sokol (1895–1973), aus Nazi-Deutschland nach England emigrierter jüdischer Bildhauer
- Mic Sokoli (1839–1881), albanischer Freiheitskämpfer und Nationalist
- Miriam Sokol († 1943), Résistancekämpferin
- Natalja Sokol (* 1980), russische Künstlerin und Aktivistin
- Peter Sokol (* 1959), slowakischer Politiker
- Rudolf Sokol (1887–1974), Maler
- Rudolf Sokol (Geologe) (1873–1927), tschechischer Geologe
- Swjatoslaw Michailowitsch Sokol (* 1946), russischer Politiker
- Tomislav Sokol (* 1982), kroatischer Politiker
- Vilem Sokol (1915–2011), US-amerikanischer Musiker und Hochschullehrer
- Wiktor Petrowitsch Sokol, bekannt als Wiktar Sokal (* 1954), belarussischer Fußballspieler und -trainer

### Vorname
- Sokol Cikalleshi (* 1990), albanischer Fußballspieler
- Sokol Kacani (* 1984), albanischer Fußballspieler
- Sokol Olldashi (1972–2013), albanischer Politiker